# Лорејн (Илиноис)
Лорејн (енгл. Loraine) град је у америчкој савезној држави Илиноис.

## Демографија
По попису из 2010. године број становника је 313, што је 50 (-13,8%) становника мање него 2000. године.
| Група             | 2000.       | 2010.       |
| Белци             | 361 (99,4%) | 308 (98,4%) |
| Афроамериканци    | 0 (0,0%)    | 0 (0,0%)    |
| Азијати           | 0 (0,0%)    | 0 (0,0%)    |
| Хиспаноамериканци | 0 (0,0%)    | 2 (0,6%)    |
| Укупно            | 363         | 313         |